# Ірод I Великий
І́род (И́род) I Вели́кий (івр. הוֹרְדוֹס, Горедос; грец. Ἡρῴδης, Hērōdēs; лат. Herodus, Геродус; українською — Ірод від традиційної середньогрецької вимови; бл. 73-74 рр. до н. е. — 4 до н. е. Єрихон; за іншими даними, 1 до н. е.) — цар Юдеї та клієнт Римської імперії, ідумеянин, син Антипатра, римського прокуратора Юдеї. Цар Юдеї (40 до н. е. — 4 до н. е.). Засновник ідумейської династії Іродіадів. Правитель Юдеї за народження Ісуса Христа, неодноразово згаданий у Біблії.

## Походження
Дід Ірода, Антипатр, походив із багатої ідумейської родини, підкорився юдейській державі, прийняв юдаїзм і зберіг за собою владу над Ідумеєю. Ідумеяни мешкали в регіоні, розташованому на південь від Юдеї, і не належали до юдейських племен. Після захоплення Ідумеї юдеями під проводом Йоханана Гіркана (175—104 до н. е) всі її жителі перейшли у юдаїзм. Батько Ірода — Антипатр Ідуменянин активно підтримував римську експансію (кульмінацією якої було взяття Єрусалиму Помпеєм у 63 р. до н. е.), сподіваючись ослабити опір євреїв. У 47 році до н. е. Ірод отримав римське громадянство. Хоча він дотримувався юдейських традицій, юдеї не сприймали його як свого правителя, бо він не походив із коліна Ізраїля.

## Політична кар'єра
Політичну кар'єру Ірод почав у 48 році до н. е. як 25-ти річний губернатор (тетрарх) Галілеї (ЮС кн.14, розд. 9:2), де прославився розгромом банд Єзекії (батька Юди Галілеянина), які перешкоджали римлянам збирати податки. Розгром банд і страта «Галілейських розбійників» викликала схвалення римських намісників Сирії і осуд з боку консервативних юдеїв, що дозволяє зробити висновок, що банда Єзекії була фінансована заможними юдеями.
Нашестя парфян у 40 р. до н. е. змусило Ірода залишити Галілею й утікати на південь — спочатку до Єрусалиму, потім до Ідумеї. Зрештою Ірод через Єгипет (де він удостоївся аудієнції у цариці Клеопатри — ЮС кн.14, розд. 14:2) відплив на кораблі в Рим. Там він, заручившись підтримкою Марка Антонія, був представлений римському сенату і «затверджений» новим царем Юдеї.
З Італії Ірод у 39 р. до.н. е. прибув до Птолемаїди, де за підтримки римської влади зібрав військо з найманців та єврейських біженців для протистояння парфянській експансії і визволення Єрусалима (ЮС кн.14, розд. 15:1). Після поразки парфян, римляни посилили найману армію Ірода 11-ма регулярними легіонами під проводом Сосія, яким і вдалося у 37 р. до н. е. взяти Єрусалим (де тоді правив ставленик парфян юдейський цар Антигон). Ще під час облоги, щоб підвищити свої шанси на престол, Ірод одружився з Маріамною, внучкою первосвященика Йоханана Гіркана II, прагнучи тим самим надати своїй династії санкцію кровної спорідненості з родом Давида. Запанувавши у Єрусалимі, Ірод розправився з 45-ма активними прихильниками Антігона і подбав, щоби скинутого останнього юдейського царя-хасмонея стратили в Антіохії.
'Чорним роком' для Ірода став 31 р. до н. е., коли після Битви при Акції Марк Антоній зазнав поразки, а до Юдеї вторглися араби. У самому Єрусалимі стався потужний землетрус, який забрав 30 тис. життів (ЮС кн.15, розд. 5:1-2). Проте Ірод з честю вийшов зі скрутної ситуації: він налагодив контакт з новим римським цезарем Октавіаном Августом (завіз у Рим 2 тони срібла) та вигнав арабів. Також Ірод розгорнув широкомасштабне будівництво по всій країні, оскільки, як римський васал, не міг самостійно провадити ані військових, ані дипломатичних справ.

## Будівничий

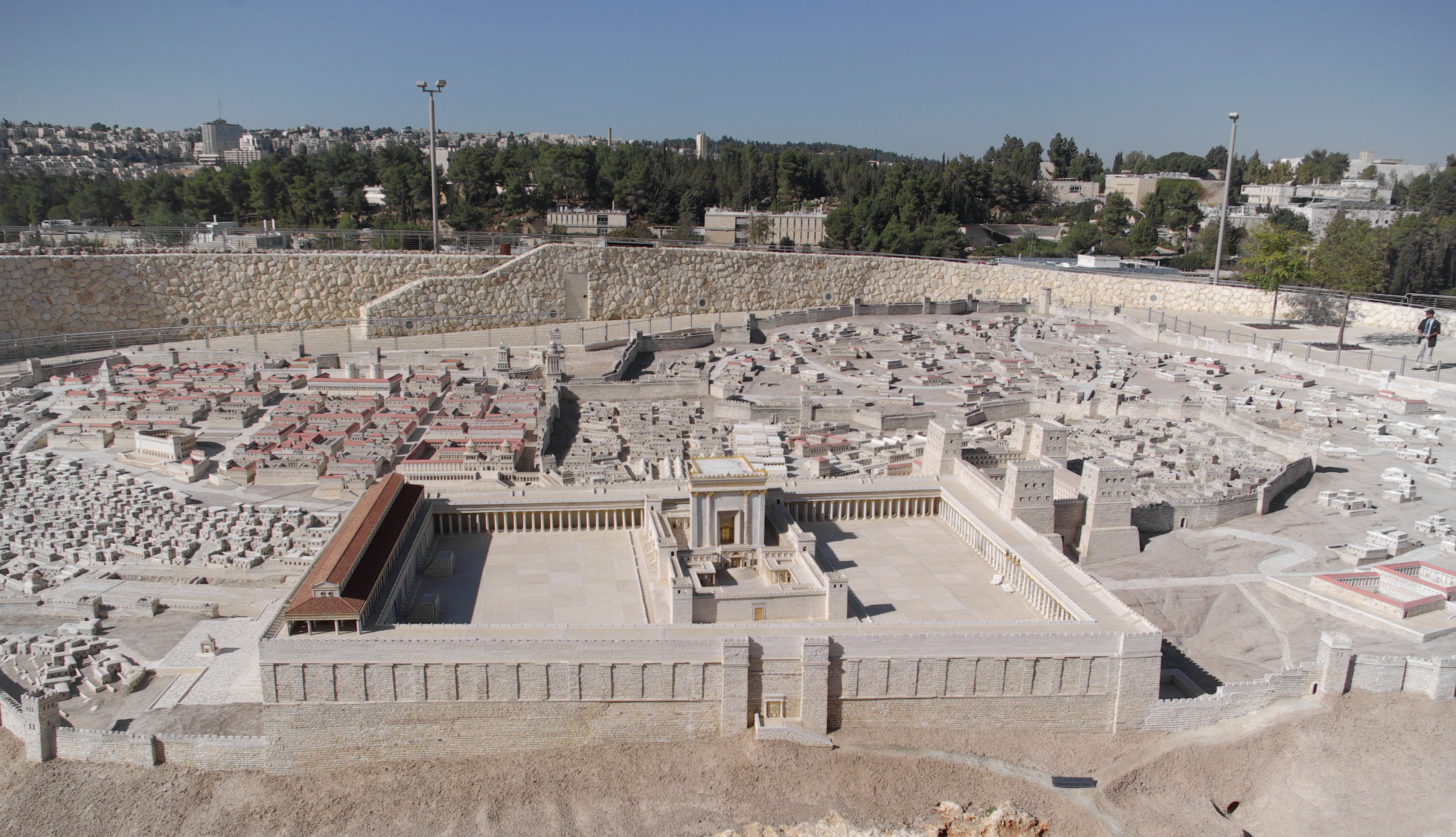
Модель Храму Ірода, Єрусалим

Найважливішим справою Ірода Великого була реконструкція Єрусалимського храму (другого), що отримав назву Храму Ірода. Будівництво почалося у 19 році до н. е. і тривало 9 років. За час робіт служби в храмі не припинялися. Одним з аргументів реконструкції був той факт, що побудований за перського поневолення другий храм був на 60 ліктів меншим від Соломонового храму (ІД кн. 15, розд. 11: 1).
У передмісті Єрусалима Ірод побудував амфітеатр. На арені цього амфітеатру на честь цезаря проводилися міжнародні гладіаторські бої, змагання борців і гімнастів, кінні перегони (ЮД кн. 15, розд. 8: 1). Тим самим Ірод виступив провідником елінізації в Юдеї, що викликало обурення консервативних елементів юдейської громади, які навіть пробували робити замах на життя царя. Крім амфітеатру в самому Єрусалимі Ірод звів палац і цитадель Антонію. На честь свого померлого брата Фазаеля, Ірод побудував мавзолей з вежею, що по висоті не поступалася Фароському маяку (ЮД кн. 16, розд. 5: 2).
Ірод побудував середземноморський порт Кейсарія з амфітеатром на місці Стратонової Вежі і зручною гаваню, що значно пожвавило торгівлю. Повної реконструкції зазнала Самарія, перейменована на грецький манер у Себастію, де Ірод побудував житло для своїх солдатів. Перебудовані Газа і Масада, заснований Іродіон і Ессевон (на території Йорданії).
Масштаб будівництв царя Ірода перевищував територію Юдеї. Як подяку за гостинність він на острові Родос побудував Піфійський храм. А в Антіохії за власний рахунок вимостив площу міста (ЮД кн. 16, розд. 5: 3).

## Голод
Приблизно в 25 р. до н. е. у Юдейському царстві стався неврожай і за ним настав голод. Ситуація ускладнювалася тим, що казна була виснажена широкомасштабним будівництвом минулих років. Тоді Ірод зібрав у своєму палаці все золото і обміняв його в Єгипті на хліб (ЮД кн. 15, розд. 9: 2). Оперативна й ефективна боротьба з голодом здобула Іродові народну підтримку і обеззброїла його ворогів.

## Дружини і потомство
- Потомство від 1 шлюбу з Доріс:
  - Син Антипатр, страчений у 4 р. до н. е.
- Потомство від 2 шлюбу з Маріамною, дочкою хасмонея Александра Янная II, страчена у 7 р. до н. е.:
  - Син Арістобул, страчений у 7 р. до н. е.
  - Син Александр, страчений у 7 р. до н. е.
  - Дочка Салампсо
  - Дочка Кіпра
  - Син, ім'я невідоме
- Потомство від 3 шлюбу з Маріамною, дочкою первосвященика Симона бен Боетуса:
  - Син Ірод Боет (Ірод ІІІ, Ірод Филип (Пилип) І), батько Саломії.
- Потомство від 4 шлюбу з Мальтаке:
  - Син Ірод Архелай, етнарх
  - Син Ірод Антипа, тетрарх
  - Дочка Олімпія
- Потомство від 5 шлюбу з Клеопатрою Єрусалимською:
  - Син Ірод Филип II, тетрарх
  - Син Ірод
- Потомство від 6 шлюбу з Паллас:
  - Син Фазаель
- Потомство від 7 шлюбу з Фаідра:
  - Дочка Рохана
- Потомство від 8 шлюбу з Елпіс:
  - Дочка Салома
- 9 шлюб із двоюрідною сестрою. Ім'я невідоме.
- 10 шлюб із племінницею. Ім'я невідоме.

## Кінець царювання

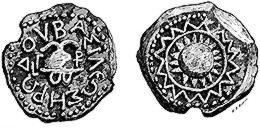
Мідна монета Ірода І Великого

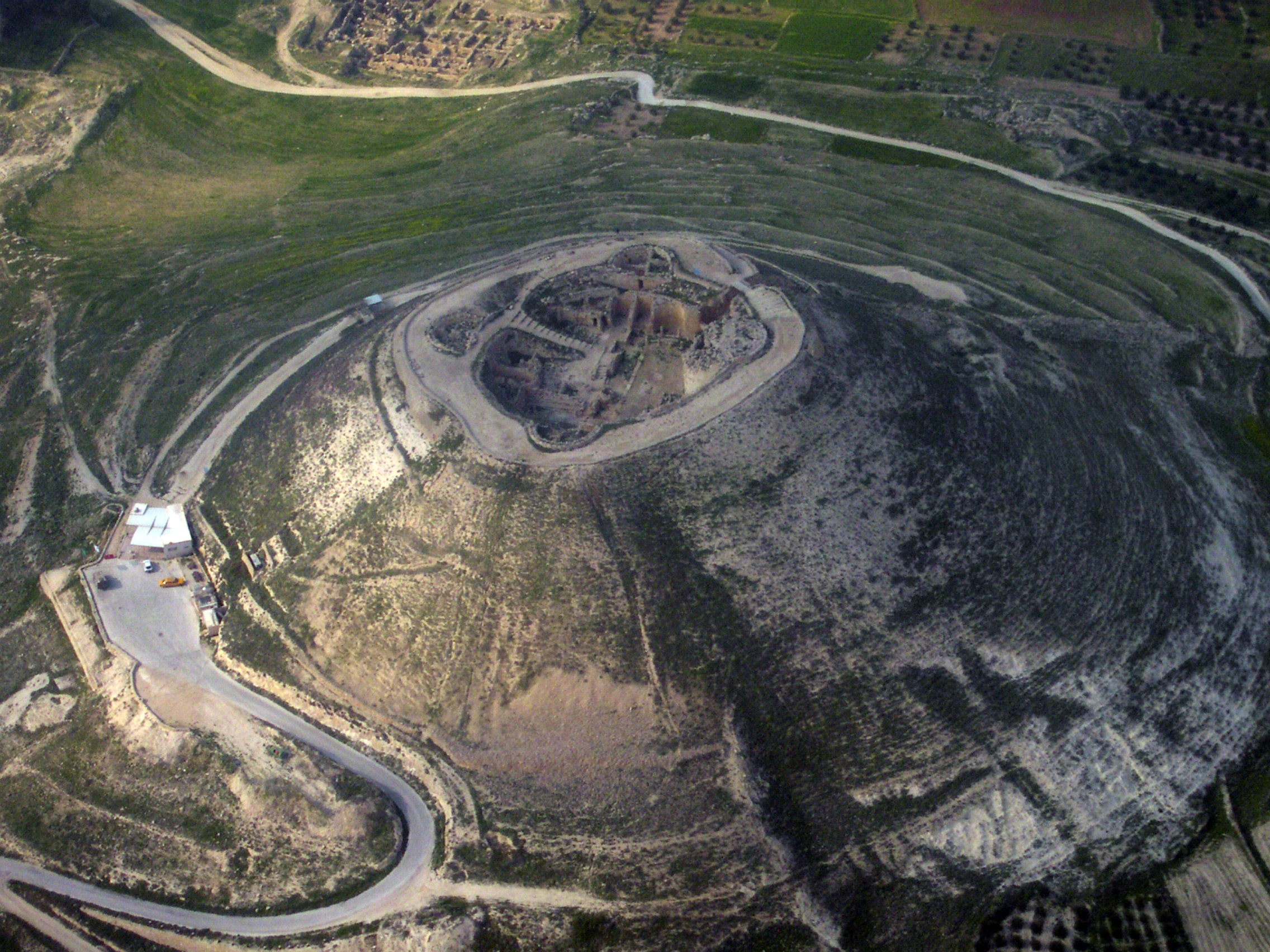
Іродіон, місце поховання Ірода І Великого

Останні роки правління Ірода відзначені особливою підозрілістю, мстивістю і жорстокістю. Якщо раніше небезпека виходила тільки від консервативних елементів суспільства, то тепер він почав підозрювати у змовах своє найближче оточення, включаючи родичів. Так за доносом він наказав стратити навіть своїх власних синів від першої дружини — Александра і Арістобула (вони були повішені в Самарії), а також Антипатра.
Ірод дожив до похилого віку, був царем Єрусалима 34 роки (ЮД кн. 17, розд. 8: 1) і прожив 70 років. Однак перед смертю він жахливо потерпав від болю в животі. Після безуспішних спроб вилікуватися, він примирився зі своєю смертю, шкодуючи, що після смерті заслужить засудження своїх підданих. У 2002 році американські дослідники з'ясували, що цар помер від рідкісної хвороби — гангрени Фурньє (гангрена геніталій і яєчок).
Ірод виплатив платню своїм відданим воїнам. Царство він розділив між своїми синами: етнархом Архелаєм (Юдея і Самарія) та тетрархами Антипою (Галілея) і Филипом (Йорданія). Імператор Октавіан зважив на заповіт Ірода та розділення царства на тетрархію поміж його трьох синів та сестри Саломеї.
Архелай влаштував своєму батькові пишні похорони: тіло померлого було покладено на золоте ложе і покрито порфіром. У процесії брала участь почесна варта з гальських, германських і фракійських воїнів. Згідно з волею покійного його тіло було поховане в Іродіоні, де його могила була виявлена археологами у 2007 році . Траур по Іродові тривав сім днів.

## Дивись також

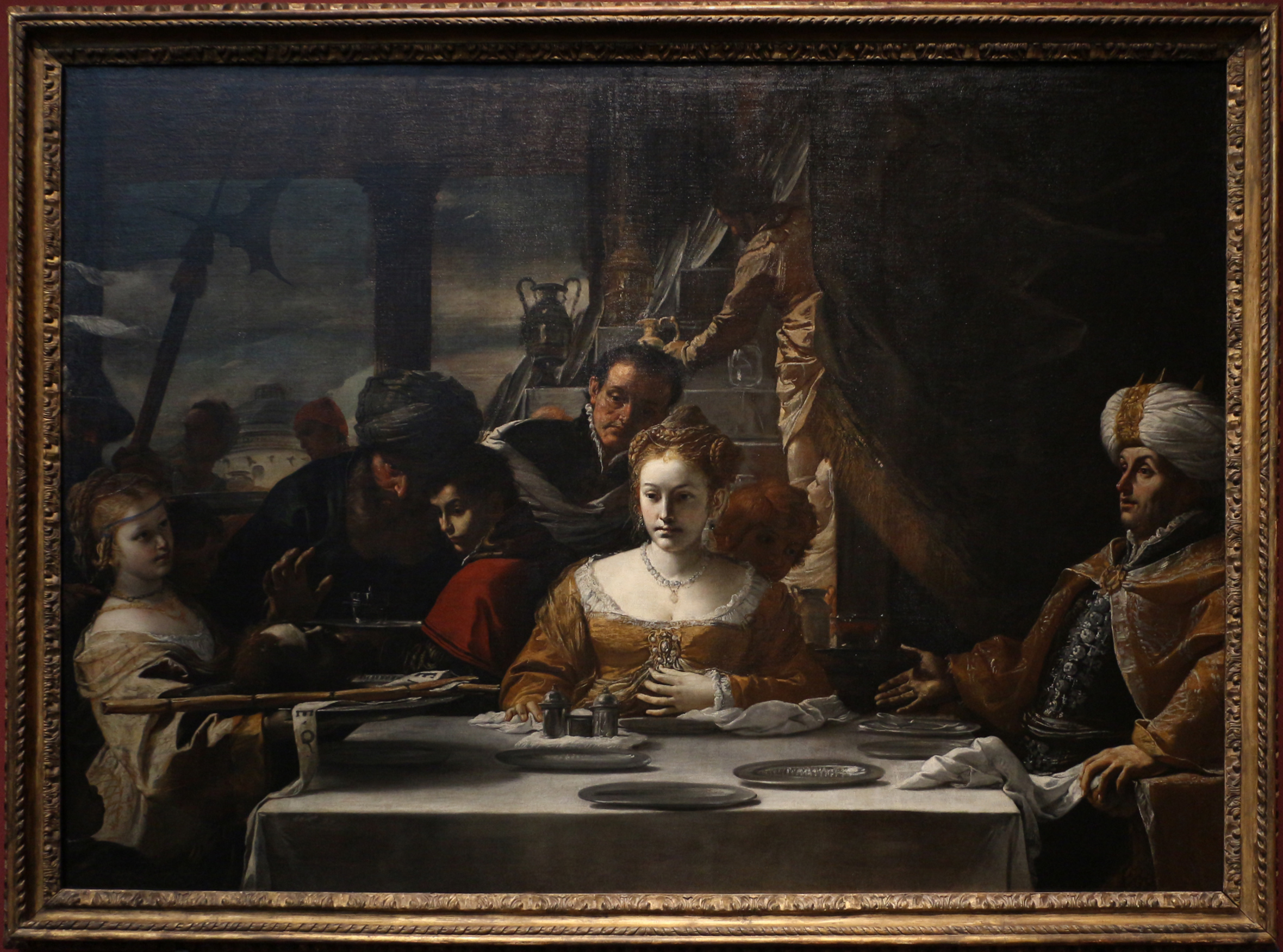
Свято Ірода (1656-61) Mattia_Preti

Іродіада — онука Ірода Великого та його другої дружини Маріамни. Іродіада відповідальна за усікновення голови Івана Хрестителя.
Саломія — дочка Іродіади
Саломея (п'єса) — трагедія Оскара Вайлда, та твори за її мотивами Salome (1953 film), Salomé (1922 film)
The Feast of Herod, Бенкет Валтасара (картина Рембрандта)
Іродіон (фортеця) — місце поховання